# 石垣真央
石垣真央（日语：／ Ishigaki Mao，1991年11月26日—），出生於日本北海道北見市，日本冰壺運動員。現所屬於GRANDIR。

## 經歷
石垣出生於北海道常呂郡常呂町（現爲北見市）。她在常呂町立常呂小學（現爲北見市立常呂小學）四年級時開始接觸冰壺，並與朋友們組成了“WINS”團隊。WINS團隊總與北見市立常呂中學校和北海道常呂高等學校組成團隊，即使在升學後也是如此。
進入常呂高等學校後，石垣以“常呂高等學校WINS”團隊的身份參與活動。在2009年的第4屆全國高等學校冰壺錦標賽中獲得了冠軍之後，同年11月，她將同班同學小野寺佳步加入了團隊，挑戰了溫哥華奧運會日本代表選拔賽。然而，在挑戰賽中，她們以1勝2負不敵長野隊，未能獲得前往溫哥華的資格。此外，在2009年和2010年的日本冰壺錦標賽中，她們連續兩年在決賽中輸給了曾代表日本參加溫哥華奧運會的青森隊，獲得亞軍。
2010年，石垣與“常呂高等學校WINS”團員一起進入了札幌國際大學。在大學期間，她連續三次獲得日本青少年冰壺錦標賽冠軍（2010-2012年），代表日本連續三次贏得亞太青少年冰壺錦標賽冠軍（2011-2013年），並在2013年世界青少年冰壺錦標賽中獲得第三名等優異成績。
此外，石垣還作爲大學日本代表隊成員參加了冬季大學生運動會，分別在2011年（土耳其埃尔祖鲁姆）和2013年（意大利特倫蒂諾）兩次參賽。在2011年比賽中獲得了第四名。2013年11月，她參賽了索契冬奧會世界最終預選賽的選拔賽，但在預選輪中排名第四，未能進入決賽。
大學畢業後，石垣於2014年8月組建“HITO Communications red WINS”，但於2016年5月暫停活動。同年加入富士急隊，該隊也於2022年9月停止活動，但石垣仍留在隊中。
2023年6月，冰壺隊GRANDIR組成。在同年的第16屆關東冰壺錦標賽中，她作爲GRANDIR的三壘選手參賽並贏得了冠軍，並計劃參加JCC 2024。

## 主要成績

### 日本代表
- 世界冰壺錦標賽：第10名（ 2018 [10] ）

### 俱乐部队
- 日本冰壺錦標賽：冠軍（2018 [11] ）

## 腳註
1. ↑  團員包括吉村紗也香、井田莉菜和氏原梨沙。
2. ↑  . 日刊體育. 2014-03-10  [2024-08-04] （日语）.
3. ↑  朝日新聞 北海道版 2007年2月4日刊
4. ↑  . 日刊體育. 2009-11-20  [2024-08-04] （日语）.
5. ↑  . Instagram.   [2024-08-04] （日语）.
6. ↑  . 日刊體育.   [2024-08-04] （日语）.
7. ↑  . X (社交網路服務).   [2024-08-04] （日语）.
8. ↑  . X.   [2024-08-04] （日语）.
9. ↑  . NHK. 2024-01-19  [2024-08-04] （日语）.
10. ↑   (PDF). 世界冰壺. 2018-03-25  [2019-05-06].
11. ↑  . 2018-02-04  [2024-08-04].

## 外部鏈接
- 石垣真央的Instagram帳戶